# Puma concolor cabrerae

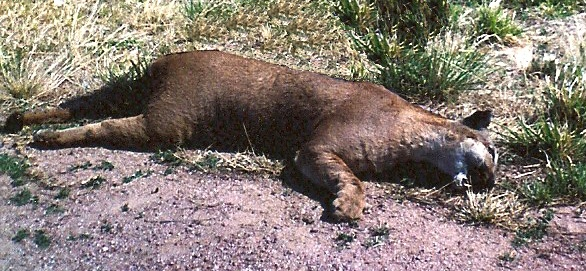
Puma concolor cabrerae muerto en la provincia de Santiago del Estero, Argentina.

El puma argentino (Puma concolor cabrerae) es una de las subespecies en que se divide la especie de Puma concolor, denominado comúnmente «puma» o «león de montaña».

## Distribución y hábitat

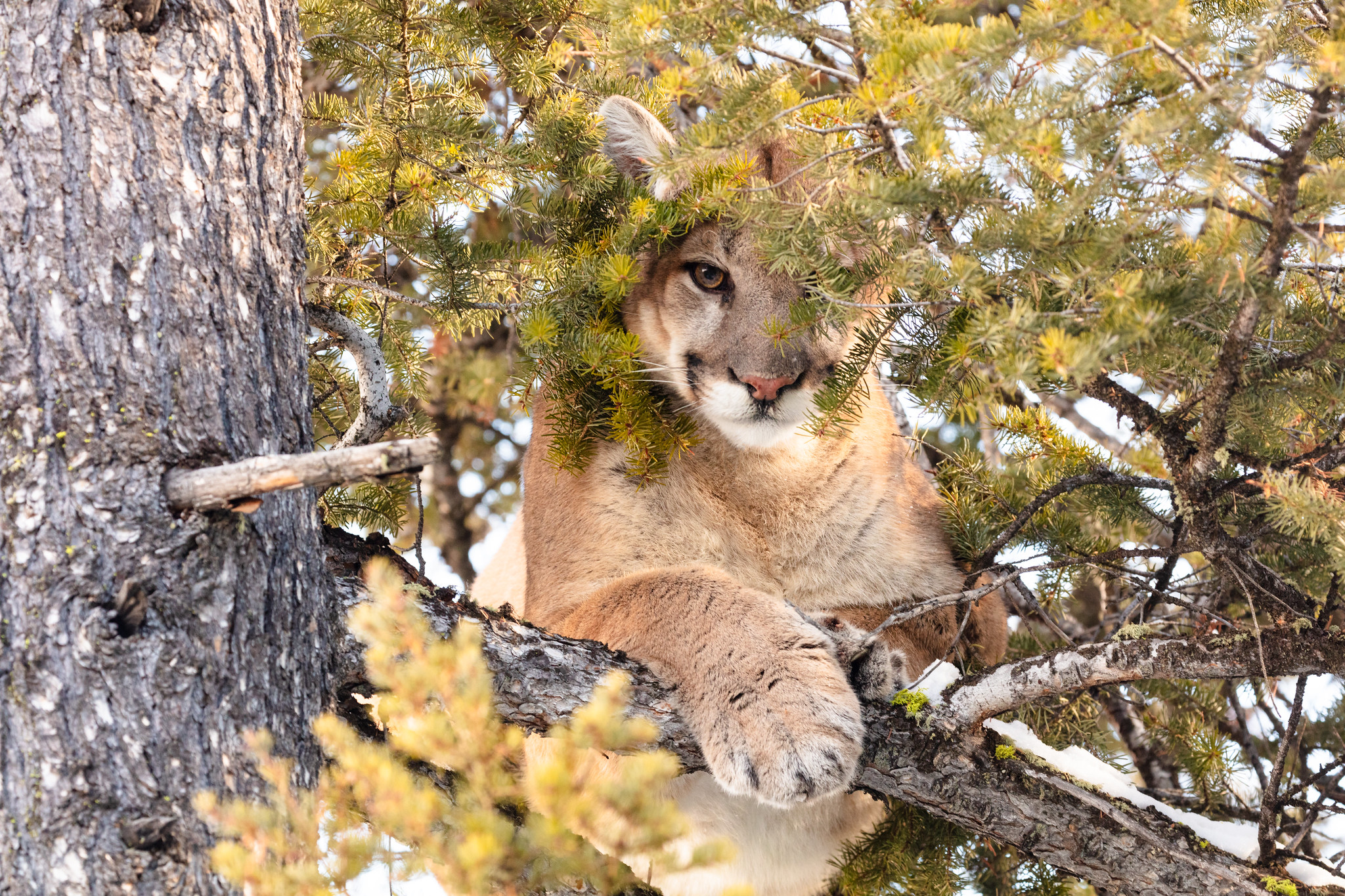
Un ejemplar de Puma concolor cabrerae descansando en un árbol, en un monte cercano al Río Carcarañá, al sureste de la Provincia de Córdoba

Esta subespecie, si bien fue exterminada en buena parte de su área de distribución original, aún ocupa un dilatado territorio que va desde Bolivia, el oeste de Paraguay, y el noroeste y centro de la Argentina.
Hacia el norte se encuentran las poblaciones de la subespecie conocida como puma del norte de América del Sur (Puma concolor concolor), con las cuales contacta en el centro de Bolivia. Hacia el nordeste se encuentran las poblaciones de la subespecie conocida como puma del este de América del Sur (Puma concolor anthonyi), con las cuales contacta en el chaco Paraguayo y el nordeste de la Argentina. Hacia el sur y oeste se encuentran las poblaciones de la subespecie conocida como puma del sur de América del Sur (Puma concolor puma), con las cuales contacta en el oeste de la Argentina y el norte de la Patagonia Argentina. En la Provincia de Córdoba hay ejemplares en los sectores serranos, en los alrededores de la Laguna Mar Chiquita, donde actualmente se encuentra el Parque Nacional Ansenuza, y también se han avistado y reportado la presencia de ejemplares en los montes ubicados a la vera de los ríos Ctalamochita y Carcarañá y del Arroyo de las Tortugas, lo mismo en los montes y los campos bajos (llamados cañadas) ubicados al norte de las localidades de Marcos Juárez y General Roca y en cercanías de Saira y de Noetinger en el sureste provincial.
Posee alta capacidad de adaptación a casi todo tipo de hábitats, tanto en tierras bajas como montañosas, y desde desiertos hasta cualquier formación forestal, aunque prefiere las zonas con vegetación densa, pero también puede vivir con poca vegetación en zonas abiertas. Sus hábitats preferidos son sierras, quebradas rocosas, y bosques densos.

## Dieta
Se alimentan principalmente de mamíferos, aunque también consume reptiles y pájaros, y en ocasiones llega a atacar al ganado doméstico. Prefieren habitar en lugares silvestres; excepcionalmente se acercan a núcleos urbanos. Ejemplares adultos, en especial los de edad avanzada, pueden llegar a tomar al ser humano como presa, especialmente niños, aunque generalmente prefieren emprender la huida ante la presencia de personas en su territorio.

## Taxonomía

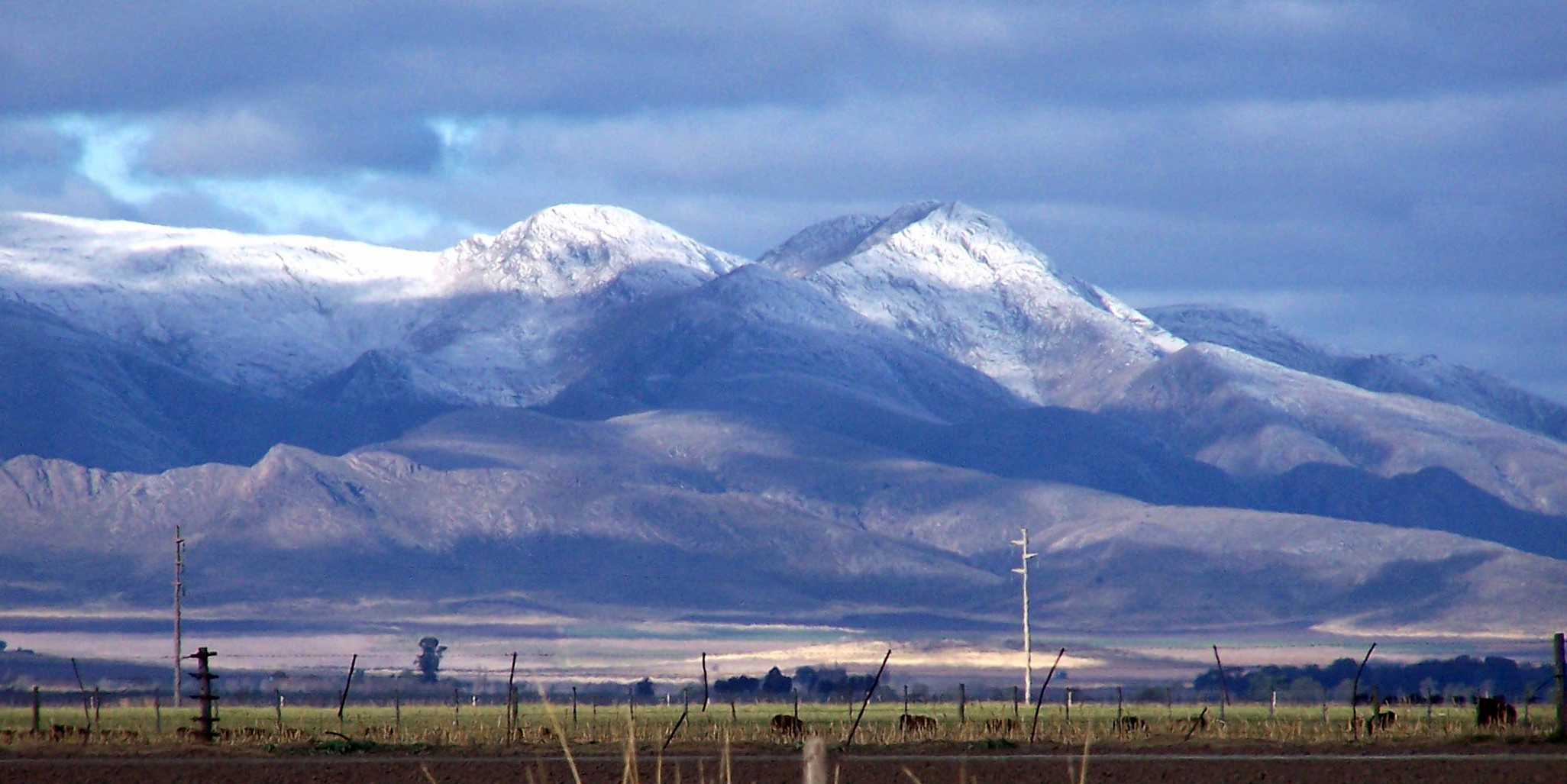
Pastizal de la provincia fitogeográfica Pampeana en la sierra de la Ventana luego de una nevada; uno de los hábitats de esta subespecie.

Hasta finales del siglo XX se habían registrado 32 subespecies de puma, sin embargo, un estudio genético de ADN mitocondrial mostró que muchas de ellas son demasiado similares como para ser reconocidas como taxones diferentes. Tras la investigación, la 3ª edición del «Mammal Species of the World» reconoce sólo 6 subespecies.
En el nuevo ordenamiento, bajo Puma concolor cabrerae se incluyen ahora en su sinonimia otras subespecies que antes se daban como válidas. Este taxón se compone de:
- Puma concolor cabrerae (Pocock, 1940); de tamaño mediano, de tonos pálidos, algo canelas, con las partes oscuras más notables.[4] Habita en Bolivia, el oeste de Paraguay, y el noroeste de la Argentina, en donde se distribuye en la cordillera Oriental de Jujuy y Salta, el este de las sierras peninsulares, hasta las sierra Grande de Córdoba, y norte de San Luis hasta parque nacional Sierra de las Quijadas situada al noroeste de la provincia de San Luis.[4] La localidad tipo es: «Sierra de los Llanos, La Rioja, Argentina. Altitud: 968 msnm».

- Puma concolor puma (Marcelli, 1922), el «puma austral o patagónico» es una subespecie de tamaño variable, desde mediano a muy grande. Las poblaciones en el sur de la Patagonia alcanzan los 90 kg. convirtiéndolo en la subespecie más grande de Sudamérica.
- Puma concolor hudsoni (Cabrera, 1958), llamado «puma pampeano»; de tamaño mediano, cuenta con una fase leonada (que tiende al ocre) y otra fase parda.[4] Habita las estepas y bosques del sector austral de la distribución de este taxón, en la provincia fitogeográfica Pampeana, y en los distritos fitogeográficos del Caldén y del Algarrobo de la provincia fitogeográfica del Espinal, así como sectores orientales del distrito fitogeográfico del Monte de Llanuras y Mesetas de la Provincia fitogeográfica del Monte.[5] Geográficamente, se distribuye desde el este de San Luis, y las sierras Chicas de Córdoba hasta el océano Atlántico y el valle del río Negro, en el norte de la Patagonia Argentina.[4]

## Estado de conservación
Las poblaciones de pumas pertenecientes a esta subespecie han sufrido una reducción de su geonemia, aunque todavía habitan en un amplio territorio, por lo que la UICN la categoriza como de «Preocupación menor», si bien algunos especialistas creen que sería mejor un cambio a la categoría de «Vulnerable»...
es el animal más cazado en la patagonia argentina y está en posible peligro de extinción, con solo 5.000 ejemplares en la actualidad.